# Jan Koziełł-Poklewski
Jan Koziełł-Poklewski ps. „Jakub Skała”, „Hlebowicz” (ur. 1837 w Serweczu Wielkim, zm. 7 maja 1896 w Bobrujsku) – pułkownik Wojsk Polskich w powstaniu styczniowym, dowódca III Korpusu wojsk powstańczych w latach 1863–1864, komendant Warszawy.
Urodził się 1835 lub 1837 roku w rodowym majątku Serwecz Wielki, który otrzymał dziadek Jana Józef Kalasanty Koziełł-Poklewski. Jan był jednym z synów Jana Napoleona Koziełł-Poklewskiego i Józefy Tolensdorff, jego bracia Wincenty, Józef, Michał, Zenon, stryj Eustachy też uczestniczyli w powstaniu styczniowym. 
W 1852 roku wstąpił do Szkoły Podchorążych w Petersburgu, po ukończeniu której (1856) studiował na Akademii Inżynierów Wojskowych. Tam zetknął się z radykalnymi działaczami kółek oficerskich: Jarosławem Dąbrowskim i Zygmuntem Sierakowskim. W 1859 roku wziął dymisję z wojska rosyjskiego w stopniu sztabskapitana i wyjechał do Paryża, gdzie kontynuował studia wojskowe. Tam zetknął się z Ludwikiem Mierosławskim. W 1861 roku przyjechał do Wilna, gdzie założył Komitet Ruchu, który zajął się przygotowaniami do wybuchu powstania. Jeździł też do Moskwy, gdzie nawiązał kontakt z tajnymi organizacjami oficerów.
Po wybuchu powstania udał się do Petersburga po potrzebne fundusze i mapy sztabowe. W kwietniu 1863 roku przebywał w Warszawie, gdzie wszedł do Wydziału Wojny Rządu Narodowego jako referent. W czerwcu został komendantem wojskowym miasta Warszawy.

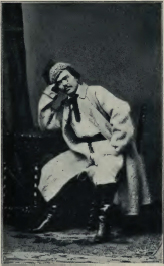
Jan Koziełł-Poklewski przed powstaniem

W sierpniu został naczelnikiem wojennym województwa augustowskiego. Objął też naczelnictwo wojskowe województwa grodzieńskiego i 15 grudnia 1863 roku został dowódcą III Korpusu wojsk powstańczych. Wyjechał do Belgii, gdzie zakupił 3000 karabinów i małokalibrowe działka. W międzyczasie ustały działania powstańców w powierzonym mu regionie. Bezczynnie oczekiwał w Prusach na belgijskie dostawy. W kwietniu 1864 roku wyjechał przez Drezno do Paryża. W czasie wojny francusko-pruskiej 1870–1871 dowodził brygadą piechoty, sformowaną w Wandei.
Przeżył chwile załamania, gdy poprosił o rosyjski paszport i przyjechał do Królestwa Polskiego. Tu w 1872 roku jednak został wbrew obietnicom przez Rosjan aresztowany i postawiony przed Komisją Śledczą, przed którą złożył obszerne zeznania i deklarację wiernopoddańczą. Skazany na wieloletnie zesłanie do Ałma-Aty.